# IBooks Author
iBooks Author — приложение для создания электронных книг iBooks, разработанное компанией Apple.

## История
Программа iBooks Author была представлена 19 января 2012 года на специальном мероприятии Apple в Нью-Йорке. В тот же день была представлена вторая версия iBooks и запущен раздел с учебниками (Textbooks) в iBookstore. Приложение iBooks Author разработано только для OS X и доступно для бесплатной загрузки из Mac App Store.
В 2020 году Apple объявила, что прекращает развивать iBooks Author и 1 июля удалит приложение из App Store. Компания рекомендует пользователям использовать программу Pages для создания электронных книг.

## Возможности
Apple описывает iBooks Author как инструмент для преподавателей и небольших издательств, позволяющий им создавать собственные электронные книги. Проекты, созданные с помощью приложения, могут быть преобразованы в PDF-формат или размещены в iBookstore. Книги могут продаваться только в iBookstore. Распространять свои проекты бесплатно авторы могут где угодно.
Многие аспекты документа (включая текст, шрифты, цвета, изображения, интерактивные виджеты и диаграммы) могут быть изменены во встроенном WYSIWYG-редакторе. Оглавления и глоссарии формируются автоматически. Пользовательский интерфейс и функции редактирования практически идентичны с аналогичными инструментами программ Keynote и Pages.
3 февраля 2012 года Apple пояснила свою позицию относительно авторских прав на книги, созданные с помощью iBooks Author. Ограничения, установленные на продажу книг только через iBookstore, распространяются только на книги с расширением .ibooks. Apple также уточнила, что использование программного обеспечения для создания текстовых и PDF-файлов должно осуществляться в соответствии с условиями пользовательского соглашения. Для продажи книг в iBookstore необходимо указать номер налогоплательщика в США (U.S. Tax ID). Для бесплатного распространения этого не требуется. Также рекомендовано (но не обязательно) зарегистрировать и указать ISBN книги.

## iBooks Author 2.0
Вторая версия iBooks Author была выпущена 23 октября 2012 года.
Список изменений:
- Возможность создания книг только портретной ориентации
- Возможность встраивания собственных шрифтов
- Автоматическая оптимизация медиаконтента для iPad
- Улучшенная поддержка встроенных аудиофайлов (в том числе возможность воспроизведения по нажатию на изображение)
- Автоматическое создание образцов и проверка книги перед публикацией
- Новые предустановленные шаблоны
- Нумерация версий для книг
- Поддержка Retina-дисплея MacBook Pro
- Улучшения производительности